# Tillandsia dependens
Espèce
Classification phylogénétique
Tillandsia dependens Hieron. ex Mez est une plante de la famille des Bromeliaceae.
L'épithète dependens signifie « pendant, pointant vers le sol » et se réfère à l'aspect de la tige florale.

## Protologue et Type nomenclatural
Tillandsia dependens Hieron. ex Mez in C.DC., Monogr. Phan. 9: 880, n° 247 (1896)
Diagnose originale :
« foliis caulem elongatissimum distiche vaginantibus, cylindrico-subulatis, apice obtusiusculis ; scapo pseudoaxillari, foliis satis breviore ; flore singulo, bractea apice lepidota, trinervia suffulto ; sepalis antico cum reliquis breviter, posticis inter sese peralte connatis ; petalis minutis. »
Type : Mez ne donne aucune information de type pour l'espèce elle-même. Cependant, il cite les types des deux variétés qu'il décrit conjointement (var. perusneoides et var perdordobensis), mais sans préciser quelle variété il considère comme la variété-type, de plus les deux types variétaux sont tous les deux tirés de l'herbier de Hieronymus. Aucune illustration n'est jointe au protologue. Aucun holotype n'est donc désigné explicitement pour Tillandsia dependens.

## Synonymie

### Synonymie nomenclaturale
(aucune)

### Synonymie taxonomique
- Tillandsia capillaris Ruiz & Pav[2].

## Écologie et habitat
- Typologie : plante vivace herbacée ; épiphyte[1].
- Habitat : ?
- Altitude : ?

## Distribution
- Amérique du sud :
  -  Argentine[1]

## Taxons infraspécifiques

### Tillandsia dependensvar.dependens
- (autonyme)

### Tillandsia dependensf.dependens
- (autonyme)

### Tillandsia dependensvar.percordobensisMez
Tillandsia dependens [var.] β. percordobensis Mez in C.DC., Monogr. Phan. 9: 881, n° 247 (1896)
Diagnose originale :
« caulibus magis abbreviatis ; pedicellis manifestis, folia suprema subaequantibus. »
Type :
- leg. Hieronymus, n° 352, 1876-01, pro "Tillandsia propinqua Gay" ; "Sierra de Cordoba, loco non indicato" ; Lectotypus B (B 10 0243347)
- leg. Hieronymus, n° 352 ; "Sierra de Cordoba, loco non indicato" ; Isolectotypus B ( B 10 0243348)

Nb : bien que ces deux planches d'herbier soit étiquetées comme Lectotypus et Isolectotypus de ce taxon, Mez ne cite comme type qu'une seule collecte (Hieronymus 352) mais répartie dans plusieurs herbiers (Berlin étant le premier cité dans le protologue). Le statut nomenclatural de ces spécimens pourrait donc être considéré comme étant l'holotype et son isotype.
Distribution :
- Argentine
  - Córdoba[1]

Synonymie :
- Tillandsia dependens f. percordobensis (Mez) A.Cast.

### Tillandsia dependensf.percordobensis(Mez) A.Cast.
Tillandsia dependens f. percordobensis (Mez) A.Cast., in Anales Mus. Argent. Ci. Nat. "Bernardino Rivadavia" 37: 500 (1933)
Synonymie :
- [ basionyme ] Tillandsia dependens var. percordobensis Mez

### Tillandsia dependensvar.perusneoidesMez
Tillandsia dependens [var.] α. perusneoides Mez in C.DC., Monogr. Phan.' 9: 881, n° 247 (1896)
Diagnose originale :
« caulibus perelongatis, pedicellis quam folia suprema permulto brevioribus. »
Type : Mez cite deux spécimens sans préciser lequel il choisit comme type. L'herbier de dépôt n'est pas précisé (très probablement l'herbier de Hieronymus à Berlin) :
1. leg. Hieronymus, n° 781 ; « Argentinae prov. Cordoba, in Sierra Achala ad Cerro Campagni prope Rio del Catre[1] ».
2. leg. Hieronymus, n° 870 ; « prope Puerto Alegre ».

- leg Hieronymus, n° 781, 1877-01-30 ; « Argentina: An Felsen der Abhänge des Cerro Champaqui, nahe dem Rio del Catre, Sierra Achala, Prov. de Córdoba » Lectotypus B (B 10 0243344)
- leg Hieronymus, n° 781, 1877-01-30 ; « Argentina: An Felsen der Abhänge des Cerro Champaqui, nahe dem Rio del Catre; Sierra Achalá de Cordoba » ; Isolectotypus B (B 10 0243343)
- leg Hieronymus, n° 781, 1877-01-30 ; « Sierra Achala : Peñas del Cerro ... Rio del Catre » ; Isolectotypus B (B 10 0243345)
- leg Hieronymus, n° 781, 1877-01-30 ; « Argentina: An Felsen der Abhänge des Cerro Champaqui, nahe dem Rio del Catre; Sierra Achalá ; Prov. de Cordoba » ; Isolectotypus US National Herbarium (US 00089172)
- leg Hieronymus, n° 870, 1877-03-05 ; « Sierra Achala de Córdoba : en ... humectas cerca del Puerto Alegre » ; Syntypus B (B 10 0243346)

Distribution :
- Argentine
  - Córdoba[1]
  - Rio Grande do Sul[1]

Synonymie :
- Tillandsia dependens f. perusneoides (Mez) A.Cast.

### Tillandsia dependensf.perusneoides(Mez) A.Cast.
Tillandsia dependens f. perusneoides (Mez) A.Cast., in Anales Mus. Argent. Ci. Nat. "Bernardino Rivadavia" 37: 500 (1933) (pro « perusnioides »)
Synonymie :
- [ basionyme ] Tillandsia dependens var. perusneoides Mez

### Tillandsia dependensvar.sanziniiHicken
Tillandsia dependens var. sanzinii Hicken, in Bol. Soc. Physis [Buenos Aires] 1: 388 (1914)
Diagnose originale : (à compléter)
Type : leg. R. Sanzinii, n° 56, 1913-11-02 ; « Argentine. Mendoza » ; Holotypus SI.
Synonymie :
- Tillandsia virescens var. sanzinii (Hicken) A.Cast.

Distribution :
- Argentine
  - Mendoza